# Teoma
Teoma ist eine Websuchmaschine, die im Jahr 2000 von Apostolos Gerasoulis und seinen Kollegen an der Rutgers-Universität in New Jersey gegründet wurde.
Die Firma wurde im September 2001 von Ask Jeeves aufgekauft. Die Suchergebnisse von Ask.com basieren auf der algorithmischen Suchtechnologie von Teoma.